# Fortuna (cigarrillo)

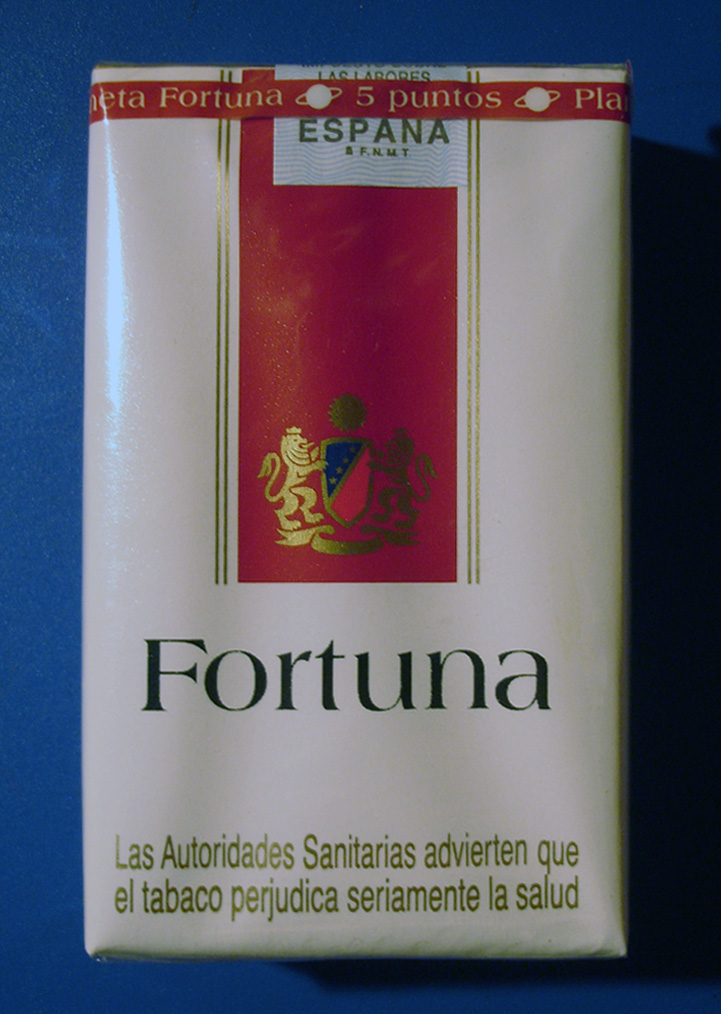
Cajetilla española (antigua) de cigarrillos Fortuna.

Fortuna es una marca de cigarrillos rubios fabricada por la empresa española Tabacalera, que luego se fusionó con la francesa SEITA formando el Grupo Altadis y que en 2008 fue adquirida por Imperial Tobacco Group PLC, subsección de la compañía británica Imperial Tobacco. La marca de cigarrillos fue introducida en España en 1974.
En 2004 la marca se introdujo en los mercados de Marruecos, Francia, Italia, Luxemburgo, Polonia, Austria, Panamá y Finlandia, en 2007 en Brasil, y en 2008 en los Estados Unidos.

## Distribución
Fortuna se distribuye en varias modalidades y tamaños:
- Fortuna: la cajetilla más común, de color rojo y blanco.
- Fortuna: la cajetilla de color azul,
- Fortuna: la cajetilla de color plata claro.
- Fortuna 22: de tamaño un poquito más grande, incluye 22 cigarrillos.
- Fortuna 23: de tamaño algo más grande, incluye 23 cigarrillos.
- Fortuna Menthol: de color verde, mentolado.
- Fortuna 29: algo más grande que la cajetilla de 23, incluye 29 cigarrillos.
- Fortuna XL: cajetilla de 20, pero el cigarro es más largo.
- Fortuna FRESH: imagen de agua color verde, cajetilla dura y con sabor fresco (descontinuado).
- Fortuna 37: cajetilla con 37 cigarros.
- Fortuna 46 Límited Edition: cajetilla con 46 cigarros.

## Fortuna en Venezuela
Fortuna también fue una marca de cigarrillos en Venezuela fabricado por la C.A. Tabacalera Nacional, filial de la compañía Philip Morris, quien disputa el mercado venezolano de cigarrillos con Cigarrera Bigott, filial venezolana de British American Tobacco. Fortuna estuvo presente en el mercado venezolano en los años 60 y tuvo un fuerte relanzamiento a mediados de los 90 para combatir la marca Belmont de Bigott.
Actualmente ya no se encuentra a la venta en Venezuela.